# Atlantis Princess
Atlantis Princess – trzeci koreański album studyjny BoA. Został wydany 30 maja 2003 roku przez wytwórnię SM Entertainment, sprzedał się w liczbie 345 313 egzemplarzy w Korei Południowej.

## Lista utworów
| CD  | CD                                                                               | CD              | CD                       | CD                     | CD      |
| Nr  | Tytuł utworu                                                                     | Tekst           | Kompozycja               | Aranżacja              | Długość |
| --- | -------------------------------------------------------------------------------- | --------------- | ------------------------ | ---------------------- | ------- |
| 1.  | „Time to Begin”                                                                  | Kenzie          | Kenzie                   | Kenzie                 | 3:36    |
| 2.  | „Atlantis Sunyeo (Atlantis Princess)” (kor. 아틀란티스 소녀 (Atlantis Princess)) | Taehun          | Hwang Sung-je            | Hwang Sung-je          | 3:44    |
| 3.  | „Neomu (Tree)” (kor. 나무 (Tree))                                                | Ahn Ik-soo      | Kwon Ki-myung            | Ahn Ik-soo             | 4:28    |
| 4.  | „Milky way”                                                                      | Kenzie          | Kenzie                   | Kenzie                 | 3:20    |
| 5.  | „Cheonsaui Sumgyeol (Beat Of Angel)” (kor. 천사의 숨결 (Beat Of Angel))          | Hong Ji-yoo     | Ahn Ik-soo               | Ahn Ik-soo             | 3:40    |
| 6.  | „Seonmul (Gift)” (kor. 선물 (Gift))                                              | Park Chang-hyun | Park Chang-hyun          | Park Chang-hyun        | 3:44    |
| 7.  | „Ireon Naege (Where Are You)” (kor. 이런 내게 (Where are you))                   | Bae Hwa-young   | Ko Young-jo              | Ko Young-jo            | 3:48    |
| 8.  | „Dannyeom (Make A Move)” (kor. 단념 (Make A Move))                               | Park Ki-hyun    | Oh Seung-eun             | Oh Seung-eun           | 3:03    |
| 9.  | „Saranghae Yo (So Much In Love)” (kor. 사랑해요 (So Much In Love))               | Park Chae-won   | Ha Jung-ho               | Ha Jung-ho, Ko Nam-soo | 3:55    |
| 10. | „Namgyeosin Seulpeum (Endless Sorrow)” (kor. 남겨진 슬픔 (Endless Sorrow))       | Kim Ju-hyung    | Choi Seung-min           | Choi Seung-min         | 4:09    |
| 11. | „The Show Must Go On”                                                            | Park Chang-hak  | Yoon-sang                | FRACTAL                | 4:05    |
| 12. | „Seoului Bit (The Lights Of Seoul)” (kor. 서울의 빛 (The Lights of Seoul))       | Jo Yun-gyeong   | Hong-seok, Hwang Sung-je | Hwang Sung-je          | 4:25    |
| 13. | „The Lights of Seoul” (English Version)                                          | Oh Young-sin    | Hong-seok, Hwang Sung-je | Hwang Sung-je          | 4:25    |